# 962 Aslög
962 Aslög, asteroid glavnog pojasa. Otkrio ga je Karl Wilhelm Reinmuth, 25. listopad 1921.

## Vanjske poveznice
- Minor Planet Center